# Jean-Marc Espalioux
Pour les articles homonymes, voir Espalioux.
Jean-Marc Espalioux (né le 18 mars 1952 à Auxerre dans l’Yonne en France) est un haut fonctionnaire et homme d'affaires français.

## Biographie

### Études
Lycées Van Vollenhoven à Dakar (Sénégal) et Jean-Baptiste Say à Paris, Université Paris I-Panthéon Sorbonne. 

### Diplômes
Licencié en droit, diplômé de l'Institut d'études politiques (IEP) de Paris. Élève à l'École nationale d'administration (Ena) (promotion Pierre Mendès France, 1976-78), Inspecteur des finances (1978).

## Carrière
Jean-Marc Espalioux entre dans la fonction publique en intégrant l’Inspection générale des finances jusqu’en 1984. Cette même année il rejoint la Compagnie générale des eaux dont il devient le directeur financier en 1987 puis le directeur général adjoint en 1996 pour seconder Jean-Marie Messier. 
C’est en 1988 que Jean-Marc Espalioux entre chez Accor en tant qu’administrateur, puis le 7 janvier 1997, les cofondateurs Paul Dubrule et Gérard Pélisson l’appellent pour devenir président du directoire. En octobre 2005, le conseil d’administration nomme Gilles Pélisson, neveu de Gérard Pélisson, pour lui succéder en janvier 2006.
De 2006 à 2011, il est Président de la Financière Agache Private Equity société appartenant à Bernard Arnault.
En 2011, il rejoint le fonds Montefiore.

## Décorations
En 1998 il est nommé chevalier dans l'Ordre national de la Légion d'honneur. 

## Autres responsabilités
Il est membre du conseil d'administration du groupe Air France-KLM.
Président du comité de surveillance de Go voyages (2007), Administrateur jusqu'en 2010 de Vivendi Environnement devenu en 2003 Veolia Environnement (2000), d'Air France (depuis 2001), Censeur de la Caisse nationale des caisses d'épargne (CNCE) (depuis 2003), Membre du conseil de surveillance du groupe Flo (depuis 2006), Membre du Conseil de l'emploi, des revenus et de la cohésion sociale (Cerc) (depuis 2001).
En décembre 2008, il est pressenti à la tête du Fonds stratégique d'investissement[réf. nécessaire].